# 苑丽颖
苑丽颖（2005年4月13日—），中国女子自行车运动员，2022年世界场地自行车锦标赛女子团体竞速赛银牌得主、2023年世界场地自行车锦标赛女子团体竞速赛铜牌得主。